# Stichopogon vernaculus
Stichopogon vernaculus är en tvåvingeart som först beskrevs av White 1918.  Stichopogon vernaculus ingår i släktet Stichopogon och familjen rovflugor. Inga underarter finns listade i Catalogue of Life.